# St. Rochus (Groß Döbern)

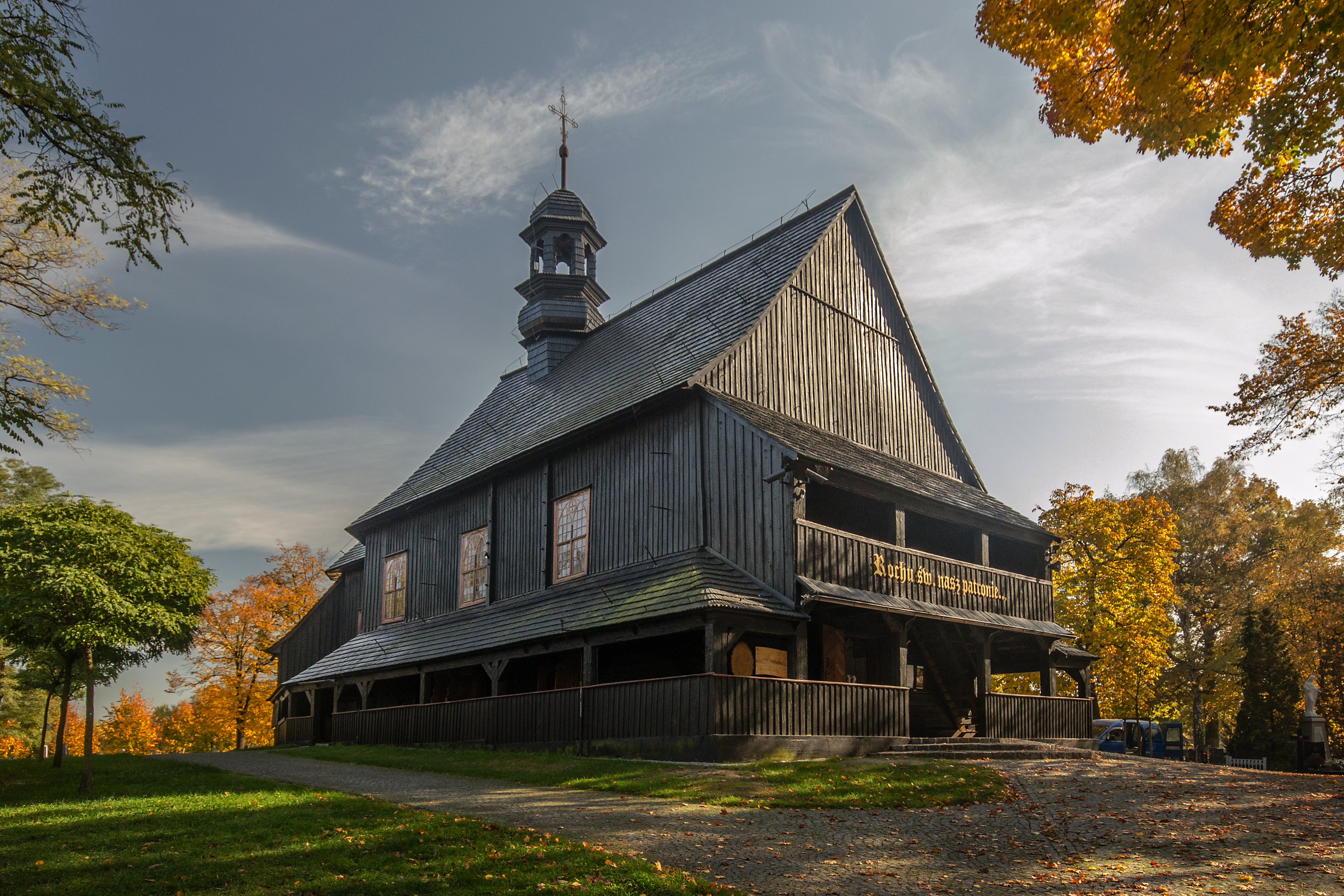
Rochuskirche

Die römisch-katholische Wallfahrtskirche St. Rochus ist ein historisches Kirchengebäude aus dem 17. Jahrhundert in Oberschlesien, Polen. Im Jahr 1954 wurde sie in das Nationale Denkmalregister aufgenommen (Nummer 105/54).

## Lage und Beschreibung
Das Kirchengebäude steht auf einer kleinen Anhöhe im Norden des Ortes Groß Döbern (der nach dem Zweiten Weltkrieg zu Dobrzeń Wielki umbenannt wurde). 
Es entstand aus Schrotholz. Die Kirche wird umschlossen von mehreren Gängen mit Laubendächern. Neben der Rochuskirche liegt ein Friedhof und steht ein Gefallenendenkmal. Eine Ziegelmauer mit gemauertem Tor und Kreuzwegstationen an den Wänden umschließt das Gotteshaus. Die in der Nähe entspringende Wasserquelle trägt wie die Kirche den Namen des heiligen Rochus (St.-Rochus-Quelle).

## Geschichte

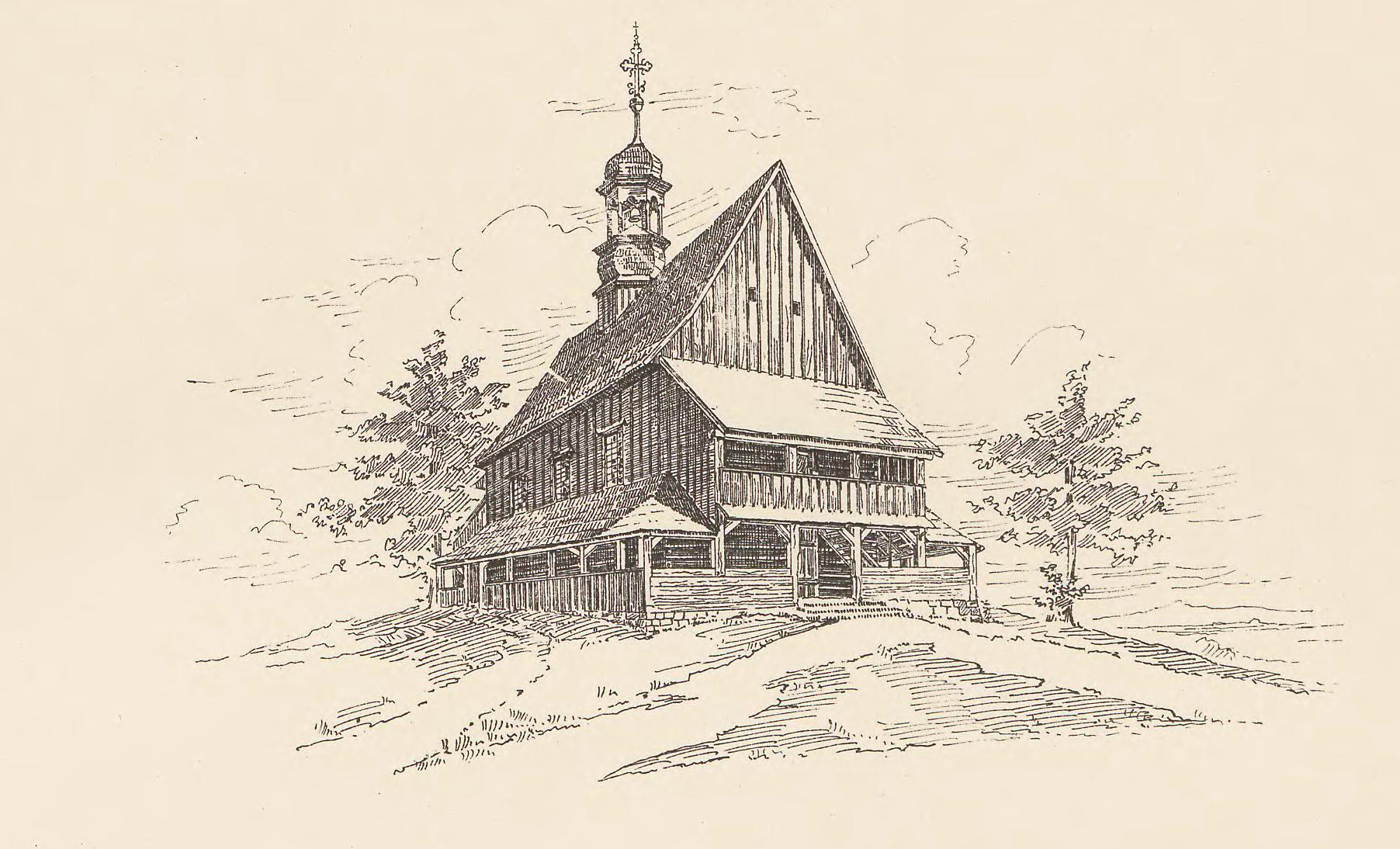
Gezeichnete Kirchenansicht, etwa vom Ende des 19. Jhd.

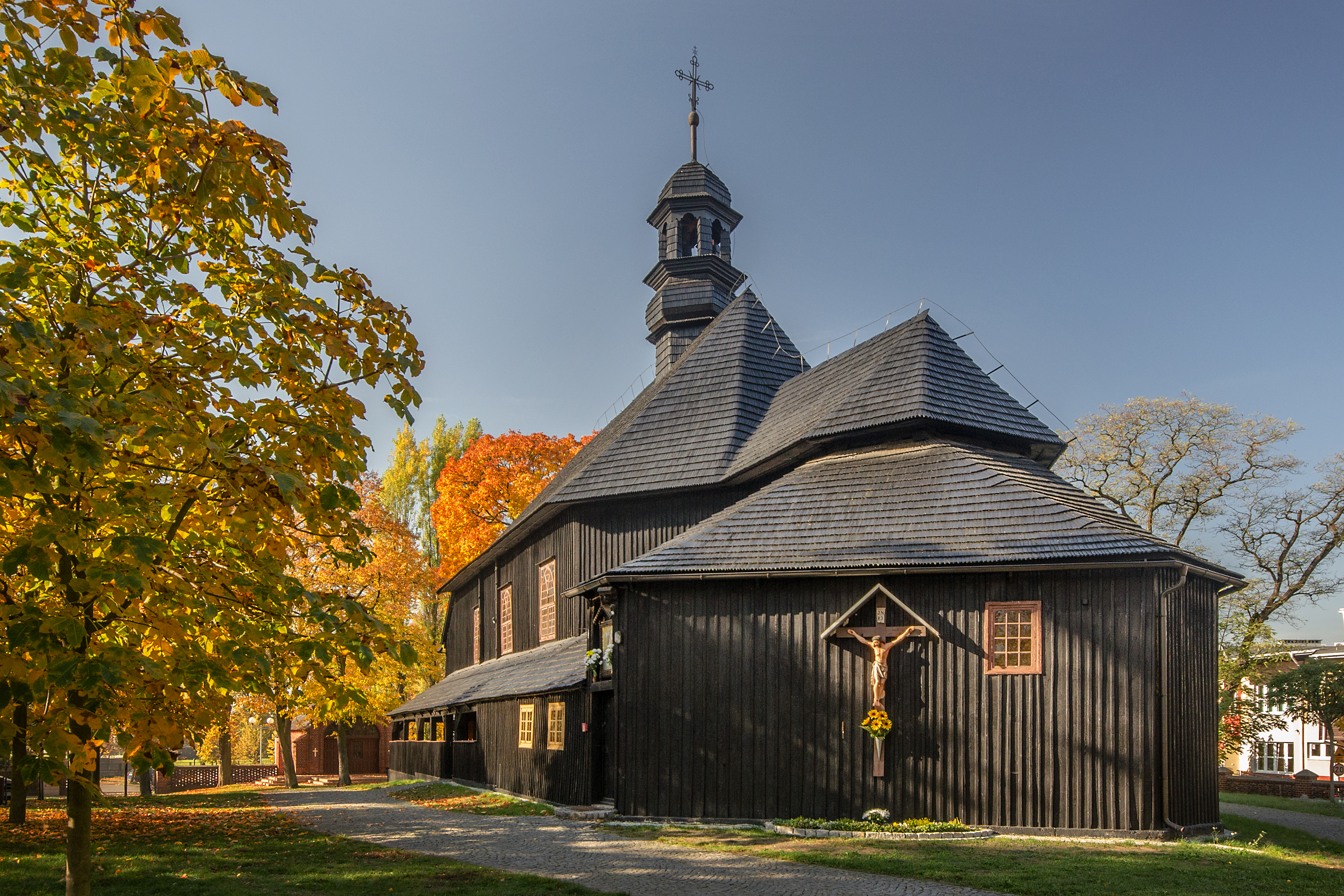
Rückansicht

Die Rochuskirche wurde um 1650 erbaut und 1658 eingeweiht, sie wird in einem Visitationsbericht der Kirche 1687 erwähnt. 1752 wurde sie umgebaut. 
Nach der Eroberung Schlesiens durch die Sowjetarmee, 1945 zündeten Soldaten die Kirche mehrere Male an, Einwohner der Gemeinde konnten die Feuer jedoch rechtzeitig löschen.
Erst im 20. und 21. Jahrhundert erfolgten Restaurierungen (1928, 1958 und 2006).

## Architektur
Das einschiffige Kirchengebäude verfügt über einen Dachreiter mit offener Laterne. Sie hat die Form einer geschweiften Haube. Bekrönt wird die Laterne mit einem großen Kreuz. Die Altarseite ist niedriger und schmaler als das Haupthaus. Außen wurde ein Kruzifix angebracht. Das Dach des Gebäudes ist steil und tief heruntergezogen und mit Holzschindeln gedeckt.

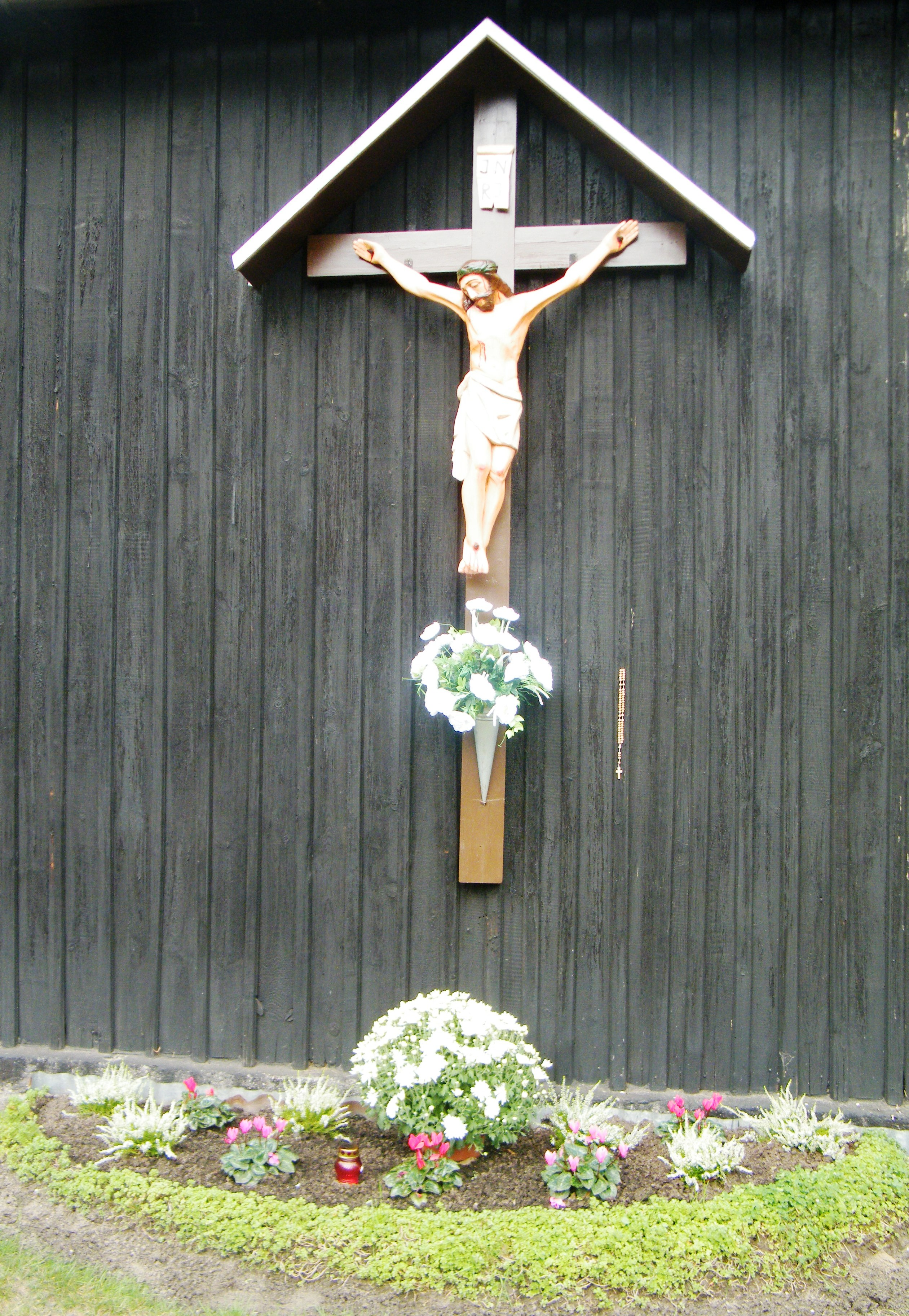
Kruzifix

## Ausstattung (Auswahl)

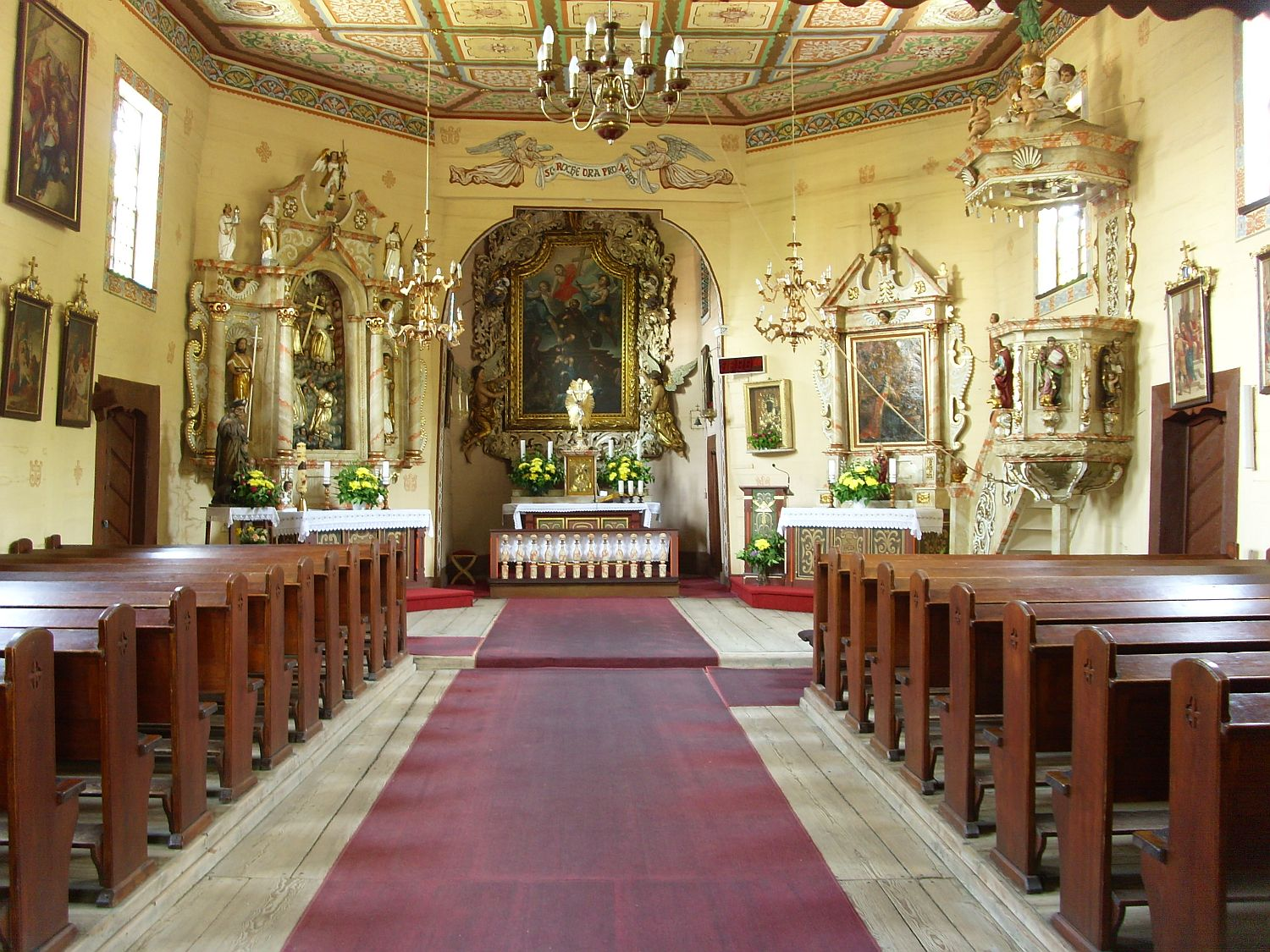
Innenraum

- Altäre:
Der Hauptaltar im barocken Stil stammt aus dem Zeitraum um 1700. In der Mitte des Altars befindet sich ein Gemälde des Heiligen Rochus von Montpellier. Die Seitenaltäre stammen aus der zweiten Hälfte des 17. Jahrhunderts und sind ebenfalls im barocken Stil.
- Kanzel:
An der barocken Kanzel befinden sie Skulpturen der vier Evangelisten und sie ist verziert mit Akanthusblättern. Auf dem Schalldeckel der Kanzel schwebt eine Jesusfigur auf einer Erdkugel, umgeben von Engelsfiguren.
- Bänke:
Mindestens zehn Bankreichen mit einem Mittelgang bieten Platz für (geschätzt) 100 Kirchenbesucher. Die Bänke bestehen aus Holz und haben geschnitzte Wangen.
- Decke, Beleuchtung, Fenster, Gemälde:
Die flache Decke ist in Kassettenform mit bunten Ornamenten gestaltet. Als Beleuchtung des Altarraumes dient ein großer Kronleuchter. Die Sprossenfenster sind hochrechteckig und mit unbuntem Glas gefüllt.